# Hohenreuth (Marktleugast)
Hohenreuth (umgangssprachlich Vogellustig genannt) ist ein Gemeindeteil des Marktes Marktleugast im Landkreis Kulmbach (Oberfranken, Bayern). Hohenreuth liegt in der Gemarkung Traindorf.

## Geografie
Der Weiler Hohenreuth besteht aus drei Wohnplätzen. Der westliche Wohnplatz, ursprünglich der Traindorfer Gemeindeteil Hohenreuth, liegt an einer Gemeindeverbindungsstraße, die über Baiersbach nach Tannenwirtshaus zur Kreisstraße KU 13 (0,7 km nordwestlich) führt bzw. nach Mannsflur zur Bundesstraße 289 (1 km südlich). Eine weitere Gemeindeverbindungsstraße führt an dem östlichen Wohnplatz, einer Einöde, vorbei nach Marktleugast zur B 289 (2 km östlich). Der südliche Wohnplätze, ebenfalls eine Einöde, ist über einen Anliegerweg von Mannsflur aus erreichbar. Die drei Wohnplätze sind von Acker- und Grünland umgeben und befinden sich auf einem Hochplateau, das zu den südlichen Ausläufern des Frankenwaldes zählt.

## Geschichte
Gegen Ende des 18. Jahrhunderts bestand Hohenreuth aus zwei halben Söldengütern. Das Hochgericht übte das Burggericht Guttenberg aus. Es hatte ggf. an das bambergische Centamt Marktschorgast auszuliefern, wobei für die beiden Anwesen das Halsgericht Marktleugast zuständig war. Die Grundherrschaft hatte das bambergische Kastenamt Stadtsteinach.
Mit dem Gemeindeedikt wurde Hohenreuth dem 1811 gebildeten Steuerdistrikt Marktleugast und der im selben Jahr gebildeten Gemeinde Marktleugast zugewiesen. Im Zuge der Gebietsreform in Bayern wurde Hohenreuth am 1. Juli 1971 mit dem Traindorfer Gemeindeteil Hohenreuth vereinigt.

### Einwohnerentwicklung
| Jahr      | 001818 | 001819 | 001861 | 001871 | 001885 | 001900 | 001925 | 001950 | 001961 | 001970 | 001987 |
| Einwohner |        | *      | 17     | 28     | 23     | 12     | 15     | 12     | 10     | 9      | 26     |
| Häuser    | 3      |        |        |        | 4      | 2      | 2      | 1      | 2      |        | 7      |
| Quelle    | [ 7 ]  | [ 10 ] | [ 11 ] | [ 12 ] | [ 13 ] | [ 14 ] | [ 15 ] | [ 16 ] | [ 17 ] | [ 18 ] | [ 1 ]  |

## Religion
Hohenreuth ist seit der Reformation gemischt konfessionell. Die Katholiken sind nach Mariä Heimsuchung in Marienweiher gepfarrt, die Protestanten gehörten ursprünglich zur Pfarrei St. Georg (Guttenberg), kamen dann in der zweiten Hälfte des 20. Jahrhunderts zur Pfarrei St. Maria (Stammbach).